# Hanna Ahrens (Malerin)
Anna Gesine Johanna (genannt Hanna) Ahrens (* 28. Juni 1903 in Bremen; † 29. November 1985 ebenda) war eine deutsche Malerin.

## Leben
Hanna Ahrens wurde am 28. Juni 1903 in Bremen-Woltmershausen geboren. Ihr Vater Johann Christian Ahrens (1877 – 1904) war Gerichtsschreiber in Bremen. Nach dem frühen Tod des Vaters wuchs sie zunächst bei den Großeltern auf. 1909, mit 6 Jahren, kam sie ins Elternhaus zurück, da ihre Mutter erneut geheiratet hat. Sie musste sich an den neuen Vater und den Nachnamen Menz gewöhnen.
Bereits früh zeigt sich ihr künstlerisches Talent. Als 21-Jährige entwarf sie Kleider- und Wäschemuster in der Norddeutschen Wäschefabrik und hatte als Directrice dort 50 Mitarbeitende unter sich. Sie eröffnete ein eigenes Wäschegeschäft (Nordd. Wäsche-Ausstattungs-Werkstatt Ahrens & Co., Bremen) und besuchte nebenbei ab 1926 die staatliche Kunstgewerbeschule in Bremen. Danach bildete sie sich jeweils für ein Jahr weiter an Kunstschulen in Berlin (Schule Reimann), Paris (École nationale supérieure des beaux-arts de Paris) und München (Hans Hofmann Schule für Bildende Kunst) und fokussierte sich dabei auf Malerei, Mode- und Aktzeichnung.
1931 zog Hanna Ahrens nach Worpswede und bezog bei Max Toeppe ein kleines Atelier. 1936 baute sie in Worpswede ein Haus. Von 1937 bis 1939 war sie wegen Trunksucht entmündigt. 1937 erhielt sie zudem ein Berufsverbot, nahm aber trotzdem 1938 mit einem Gemüsestillleben an der Ausstellung „Niederdeutscher Malertag 02.11.1938 in Worpswede“ teil.
1943 kam ihr Sohn Jürgen Michael Ahrens aus einer von den Nationalsozialisten verbotenen Beziehung, unehelich zur Welt. Der Vater, Maurice Schneeberger, war ein französischer Zwangsarbeiter, dessen Namen sie verschwieg, um sich und ihn vor der Inhaftierung zu bewahren und um das Kind zu behalten. Der Worpsweder Maler Bernhard Huys übernahm pro forma die Vaterschaft.
Mitte der 1950er Jahre kehrte sie nach Bremen zurück, damit ihr Sohn das Gymnasium besuchen konnte. Sie malte nur noch wenig und hielt sich mit Arbeiten als Krankenpflegerin, Zigarrenmacherin und Kontoristin über Wasser.

## Wiederentdeckung
Auf dem Flohmarkt fand der Bremer Frank Fenken 2022 eine Mappe mit Bildern von Hanna Ahrens. Damit begann die Geschichte einer Wiederentdeckung bis hin zu einer Einzelausstellung 2025 in der Worpsweder Kunsthalle.